# Diemerode
Diemerode ist ein Stadtteil von Sontra im nordhessischen Werra-Meißner-Kreis. Es liegt westlich des Kernortes Sontra. Durch den Ort verläuft die Landesstraße 3249.

## Geschichte

### Ortsgeschichte
Die älteste bekannte schriftliche Erwähnung von Diemerode erfolgte unter dem Namen Dimenrodt im Jahr 1363, als halb Diemerode durch Heinrich von Hundelshausen gekauft wurde.
Im Ort lebten zeitweise etwa zehn jüdische Familien.
Hessische Gebietsreform (1970–1977)
Die bis dahin selbständige Gemeinde Diemerode wurde zum 31. Dezember 1971 im Zuge der Gebietsreform in Hessen auf freiwilliger Basis als Stadtteil nach Sontra eingegliedert. Für Diemerode, wie für alle bei der Gebietsreform nach Sontra eingegliederten Gemeinden, wurde ein Ortsbezirk mit Ortsbeirat und Ortsvorsteher nach der Hessischen Gemeindeordnung gebildet. Mit Sontra kam der Ort 1972 zum Landkreis Eschwege und 1974 in den neugebildeten Werra-Meißner-Kreis.

### Verwaltungsgeschichte im Überblick
Die folgende Liste zeigt die Staaten und Verwaltungseinheiten, denen Diemerode angehört(e):
- vor 1567: Heiliges Römisches Reich, Landgrafschaft Hessen, Amt Spangenberg
- ab 1567: Heiliges Römisches Reich, Landgrafschaft Hessen-Kassel, Amt Spangenberg
- ab 1806: Landgrafschaft Hessen-Kassel, Amt Spangenberg
- 1807–1813: Königreich Westphalen, Departement der Werra, Distrikt Eschwege, Kanton Bischhausen
- ab 1815: Kurfürstentum Hessen, Amt Spangenberg (zuletzt Amt Bischhausen)[6]
- ab 1821/22: Kurfürstentum Hessen, Provinz Niederhessen, Kreis Eschwege[7][Anm. 2]
- ab 1836: Kurfürstentum Hessen, Provinz Niederhessen, Kreis Rotenburg
- ab 1848: Kurfürstentum Hessen, Bezirk Hersfeld
- ab 1851: Kurfürstentum Hessen, Provinz Niederhessen, Kreis Rotenburg
- ab 1867: Königreich Preußen, Provinz Hessen-Nassau, Regierungsbezirk Kassel, Kreis Rotenburg
- ab 1871: Deutsches Reich, Königreich Preußen, Provinz Hessen-Nassau, Regierungsbezirk Kassel, Kreis Rotenburg
- ab 1918: Deutsches Reich, Freistaat Preußen, Provinz Hessen-Nassau, Regierungsbezirk Kassel, Kreis Rotenburg
- ab 1944: Deutsches Reich, Freistaat Preußen, Provinz Kurhessen, Landkreis Rotenburg
- ab 1945: Deutsches Reich, Amerikanische Besatzungszone, Groß-Hessen, Regierungsbezirk Kassel, Landkreis Rotenburg
- ab 1946: Deutsches Reich, Amerikanische Besatzungszone, Hessen, Regierungsbezirk Kassel, Landkreis Rotenburg
- ab 1949: Bundesrepublik Deutschland, Hessen, Regierungsbezirk Kassel, Landkreis Rotenburg
- ab 1972: Bundesrepublik Deutschland, Hessen, Regierungsbezirk Kassel, Landkreis Eschwege, Stadt Sontra
- ab 1974: Bundesrepublik Deutschland, Hessen, Regierungsbezirk Kassel, Werra-Meißner-Kreis, Stadt Sontra

## Bevölkerung

### Einwohnerstruktur 2011
Nach den Erhebungen des Zensus 2011 lebten am Stichtag dem 9. Mai 2011 in Breitau 342 Einwohner. Darunter waren keine Ausländer.
Nach dem Lebensalter waren 51 Einwohner unter 18 Jahren, 114 zwischen 18 und 49, 90 zwischen 50 und 64 und 87 Einwohner waren älter. Die Einwohner lebten in 150 Haushalten. Davon waren 45 Singlehaushalte, 48 Paare ohne Kinder und 45 Paare mit Kindern, sowie 9 Alleinerziehende und keine Wohngemeinschaften. In 39 Haushalten lebten ausschließlich Senioren und in 87 Haushaltungen leben keine Senioren.

### Einwohnerentwicklung
| • 1585: | 40 Haushaltungen, davon 7 hessisch |
| • 1747: | 50 Haushaltungen                   |

| Diemerode: Einwohnerzahlen von 1834 bis 2020 | Diemerode: Einwohnerzahlen von 1834 bis 2020 | Diemerode: Einwohnerzahlen von 1834 bis 2020 | Diemerode: Einwohnerzahlen von 1834 bis 2020 | Diemerode: Einwohnerzahlen von 1834 bis 2020 |
| --- | -------------------------------------------- | -------------------------------------------- | -------------------------------------------- | -------------------------------------------- |
| Jahr |                                              |                                              |                                              | Einwohner                                    |
| 1834 | 1834                                         |                                              | 399                                          | 399                                          |
| 1840 | 1840                                         |                                              | 383                                          | 383                                          |
| 1846 | 1846                                         |                                              | 408                                          | 408                                          |
| 1852 | 1852                                         |                                              | 370                                          | 370                                          |
| 1858 | 1858                                         |                                              | 399                                          | 399                                          |
| 1864 | 1864                                         |                                              | 412                                          | 412                                          |
| 1871 | 1871                                         |                                              | 377                                          | 377                                          |
| 1875 | 1875                                         |                                              | 386                                          | 386                                          |
| 1885 | 1885                                         |                                              | 320                                          | 320                                          |
| 1895 | 1895                                         |                                              | 337                                          | 337                                          |
| 1905 | 1905                                         |                                              | 325                                          | 325                                          |
| 1910 | 1910                                         |                                              | 312                                          | 312                                          |
| 1925 | 1925                                         |                                              | 302                                          | 302                                          |
| 1939 | 1939                                         |                                              | 294                                          | 294                                          |
| 1946 | 1946                                         |                                              | 475                                          | 475                                          |
| 1950 | 1950                                         |                                              | 414                                          | 414                                          |
| 1956 | 1956                                         |                                              | 292                                          | 292                                          |
| 1961 | 1961                                         |                                              | 287                                          | 287                                          |
| 1967 | 1967                                         |                                              | 279                                          | 279                                          |
| 1970 | 1970                                         |                                              | 264                                          | 264                                          |
| 1980 | 1980                                         |                                              | ?                                            | ?                                            |
| 1987 | 1987                                         |                                              | 212                                          | 212                                          |
| 2000 | 2000                                         |                                              | ?                                            | ?                                            |
| 2011 | 2011                                         |                                              | 183                                          | 183                                          |
| 2015 | 2015                                         |                                              | 183                                          | 183                                          |
| 2020 | 2020                                         |                                              | 171                                          | 171                                          |
| Datenquelle: Historisches Gemeindeverzeichnis für Hessen: Die Bevölkerung der Gemeinden 1834 bis 1967. Wiesbaden: Hessisches Statistisches Landesamt, 1968. Weitere Quellen: LAGIS; Stadt Sontra:; Zensus 2011 |                                              |                                              |                                              |                                              |

### Historische Religionszugehörigkeit
| • 1885: | 283 evangelische (= 88,44 %), 37 jüdische (= 11,15 %) Einwohner   |
| • 1961: | 269 evangelische (= 93,72 %), 14 katholische (= 4,88 %) Einwohner |

## Kultur und Sehenswürdigkeiten
- Die alte Kirche stammt aus dem 13. Jahrhundert. 1757 wurde ein Saalbau angebaut. Die Orgel stammt aus dem Jahre 1784. An der Nordseite ist noch eine Wehrmauer zu sehen. Zahlreiche Grabsteine des 18. und 19. Jahrhunderts zeugen von Frömmigkeit und Geschichte der evangelischen Gemeinde in Diemerode.
- Der jüdische Friedhof im Ort wird von der Freiwilligen Feuerwehr gepflegt.

## Infrastruktur
- In Diemerode steht ein Dorfgemeinschaftshaus mit einem Raum für die Jugend.